# Чемпионат мира по водным видам спорта 1973
1-й чемпионат мира по водным видам спорта прошёл с 31 августа по 9 сентября 1973 года в Белграде (Югославия) в Ташмайданском спортивном центре.
В первенстве приняли участие 686 спортсменов из 47 стран. В четырёх видах спорта было разыграно 37 комплектов наград. Советские спортсмены покинули первый чемпионат мира по водным видам спорта без золотых медалей, завоевав 4 серебряных и одну бронзовую награду.

## Виды спорта на чемпионате
В ходе чемпионата мира проводились соревнования по 4 видам спорта.
- Водное поло — 1 комплект медалей.
- Плавание — 29.
- Прыжки в воду — 4.
- Синхронное плавание — 3.

## Медальный зачёт
| Место | Страна         | Золото | Серебро | Бронза | Всего |
| 1     | США            | 15     | 16      | 9      | 40    |
| 2     | ГДР            | 13     | 6       | 9      | 28    |
| 3     | Италия         | 2      | 1       | 2      | 5     |
| 4     | Венгрия        | 2      | 1       | 1      | 4     |
| 4     | Швеция         | 2      | 1       | 1      | 4     |
| 6     | Канада         | 1      | 3       | 2      | 6     |
| 7     | Австралия      | 1      | 2       | 2      | 5     |
| 8     | Великобритания | 1      | 0       | 1      | 2     |
| 9     | СССР           | 0      | 4       | 1      | 5     |
| 10    | Нидерланды     | 0      | 1       | 1      | 2     |
| 11    | Франция        | 0      | 1       | 0      | 1     |
| 11    | Чехословакия   | 0      | 1       | 0      | 1     |
| 13    | Япония         | 0      | 0       | 4      | 4     |
| 14    | ФРГ            | 0      | 0       | 3      | 3     |
| 15    | Югославия      | 0      | 0       | 1      | 1     |
| Всего | Всего          | 37     | 37      | 37     | 111   |

## Плавание

### Мужчины
| Дисциплины                            | Золото                                                                | Золото      | Серебро                                                                         | Серебро  | Бронза                                                                     | Бронза   |
| ------------------------------------- | --------------------------------------------------------------------- | ----------- | ------------------------------------------------------------------------------- | -------- | -------------------------------------------------------------------------- | -------- |
| 100 м вольным стилем                  | Джим Монтгомери (США)                                                 | 51,70       | Мишель Руссо (Франция)                                                          | 52,08    | Майкл Венден (Австралия)                                                   | 52,22    |
| 200 м вольным стилем                  | Джим Монтгомери (США)                                                 | 1.53,02     | Курт Крумфольц (США)                                                            | 1.53,61  | Рогер Питтель (ГДР)                                                        | 1.53,97  |
| 400 м вольным стилем                  | Рик Демонт (США)                                                      | 3.58,18 WR  | Бред Купер (Австралия)                                                          | 3.58,70  | Бенгт Йингшё (Швеция)                                                      | 4.01,27  |
| 1500 м вольным стилем                 | Стивен Холланд (Австралия)                                            | 15.31,85 WR | Рик Демонт (США)                                                                | 15.35,44 | Бред Купер (Австралия)                                                     | 15.45,04 |
| 100 м на спине                        | Роланд Маттес (ГДР)                                                   | 57,47       | Майк Стамм (США)                                                                | 58,77    | Лутц Ваня (ГДР)                                                            | 59,08    |
| 200 м на спине                        | Роланд Маттес (ГДР)                                                   | 2.01,87 WR  | Золтан Веррасто (Венгрия)                                                       | 2.05,89  | Джон Нейбер (США)                                                          | 2.06,91  |
| 100 м брассом                         | Джон Хенкен (США)                                                     | 1.04,02 WR  | Михаил Хрюкин (СССР)                                                            | 1.04,61  | Нобутака Тагути (Япония)                                                   | 1.05,61  |
| 200 м брассом                         | Дэвид Уилки (Великобритания)                                          | 2.19,28 WR  | Джон Хенкен (США)                                                               | 2.19,95  | Нобутака Тагути (Япония)                                                   | 2.23,11  |
| 100 м баттерфляем                     | Брюс Робертсон (Канада)                                               | 55,69       | Джо Боттом (США)                                                                | 56,37    | Робин Бэкхаус (США)                                                        | 56,42    |
| 200 м баттерфляем                     | Робин Бэкхаус (США)                                                   | 2.03,32     | Стивен Грегг (США)                                                              | 2.03,58  | Хартмут Флёкнер (ГДР)                                                      | 2.03,84  |
| 200 м комплексное плавание            | Гуннар Ларссон (Швеция)                                               | 2.08,36     | Стэн Карпер (США)                                                               | 2.08,43  | Дэвид Уилки (Великобритания)                                               | 2.08,84  |
| 400 м комплексное плавание            | Андраш Харгитай (Венгрия)                                             | 4.31,11     | Род Страчан (США)                                                               | 4.33,50  | Рик Колелла (США)                                                          | 4.34,68  |
| Эстафета 4×100 м вольным стилем       | США · Мэл Нэш, · Джо Боттом, · Джим Монтгомери, · Джон Мёрфи          | 3.27,18     | СССР · Игорь Гривенников, · Виктор Абоимов, · Владимир Кривцов, · Владимир Буре | 3.31,36  | ГДР · Роланд Маттес, · Рогер Питтель, · Петер Брух, · Хартмут Флёкнер      | 3.32,03  |
| Эстафета 4×200 м вольным стилем       | США · Курт Крумфольц, · Робин Бэкхаус, · Рик Клатт, · Джим Монтгомери | 7.33,22 WR  | Австралия · Джон Куласалу, · Стивен Бейджер, · Бред Купер, · Майкл Венден       | 7.43,65  | ФРГ · Клаус Штайнбах, · Вернер Лампе, · Петер Нокке, · Фолкерт Меув        | 7.43,68  |
| Эстафета 4×100 м комплексное плавание | США · Майк Стамм, · Джон Хенкен, · Джо Боттом, · Джим Монтгомери      | 3.49,49     | ГДР · Роланд Маттес, · Юрген Глас, · Хартмут Флёкнер, · Рогер Питтель           | 3.53,24  | Канада · Ян Маккензи, · Питер Хрдличка, · Брюс Робертсон, · Брайан Филлипс | 3.56,37  |

WR — мировой рекорд.

### Женщины
| Дисциплины                      | Золото                                                                    | Золото     | Серебро                                                                 | Серебро | Бронза                                                                    | Бронза  |
| ------------------------------- | ------------------------------------------------------------------------- | ---------- | ----------------------------------------------------------------------- | ------- | ------------------------------------------------------------------------- | ------- |
| 100 м вольным стилем            | Корнелия Эндер (ГДР)                                                      | 57,54 WR   | Ширли Бабашофф (США)                                                    | 58,87   | Энит Бригита (Нидерланды)                                                 | 58,87   |
| 200 м вольным стилем            | Кина Ротхаммер (США)                                                      | 2.04,99    | Ширли Бабашофф (США)                                                    | 2.05,33 | Андреа Айфе (ГДР)                                                         | 2.05,52 |
| 400 м вольным стилем            | Хизер Гринвуд (США)                                                       | 4.20,28    | Кина Ротхаммер (США)                                                    | 4.21,50 | Новелла Каллигарис (Италия)                                               | 4.21,79 |
| 800 м вольным стилем            | Новелла Каллигарис (Италия)                                               | 8.52,97 WR | Джо Харшбэрджер (США)                                                   | 8.55,56 | Гудрун Вегнер (ГДР)                                                       | 9.01,82 |
| 100 м на спине                  | Ульрике Рихтер (ГДР)                                                      | 1.05,42    | Мелисса Белоут (США)                                                    | 1.06,11 | Венди Кук (Канада)                                                        | 1.06,27 |
| 200 м на спине                  | Мелисса Белоут (США)                                                      | 2.20,52    | Энит Бригита (Нидерланды)                                               | 2.22,15 | Андреа Дьярмати (Венгрия)                                                 | 2.22,48 |
| 100 м брассом                   | Ренате Фогель (ГДР)                                                       | 1.13,74    | Любовь Русанова (СССР)                                                  | 1.15,42 | Бригитте Шухардт (ГДР)                                                    | 1.15,82 |
| 200 м брассом                   | Ренате Фогель (ГДР)                                                       | 2.40,01    | Ханнелоре Анке (ГДР)                                                    | 2.40,49 | Линн Колелла (США)                                                        | 2.41,71 |
| 100 м баттерфляем               | Корнелия Эндер (ГДР)                                                      | 1.02,53    | Роземари Котер (ГДР)                                                    | 1.02,68 | Маюми Аоки (Япония)                                                       | 1.03,73 |
| 200 м баттерфляем               | Роземари Котер (ГДР)                                                      | 2.13,76 WR | Росвита Байер (ГДР)                                                     | 2.16,77 | Линн Колелла (США)                                                        | 2.19,53 |
| 200 м комплексное плавание      | Андреа Хюбнер (ГДР)                                                       | 2.20,51 WR | Корнелия Эндер (ГДР)                                                    | 2.21,21 | Кэти Хэдди (США)                                                          | 2.23,84 |
| 400 м комплексное плавание      | Гудрун Вегнер (ГДР)                                                       | 4.57,51 WR | Ангела Франке (ГДР)                                                     | 5.00,37 | Новелла Каллигарис (Италия)                                               | 5.02,02 |
| Эстафета 4×100 м вольным стилем | ГДР · Корнелия Эндер, · Андреа Айфе, · Андреа Хюбнер, · Сильвия Айхнер    | 3.52,45 WR | США · Ким Пейтон, · Кэти Хэдди, · Хизер Гринвуд, · Ширли Бабашофф       | 3.55,52 | ФРГ · Ютта Вебер, · Хайдемари Райнек, · Гудрум Бекманн, · Ангела Штайнбах | 3.58,88 |
| Эстафета 4×100 м комплекс       | ГДР · Ульрике Рихтер, · Ренате Фогель, · Роземари Котер, · Корнелия Эндер | 4.16,84 WR | США · Мелисса Белоут, · Марсия Мори, · Дина Диардурфф, · Ширли Бабашофф | 4.25,80 | ФРГ · Ангелика Гризер, · Петра Новс, · Гудрун Бекманн, · Ютта Вебер       | 4.26,57 |

WR — мировой рекорд.

### Синхронное плавание
| Дисциплины                 | Золото | Золото  | Серебро | Серебро | Бронза                                                                                                  | Бронза  |
| -------------------------- | --- | ------- | --- | ------- | --- | ------- |
| Индивидуальное выступление | Тереза Андерсон | 120,460 | Джоджо Кериер | 112,534 | Дзюнко Хасуми                                                                                           | 104,830 |
| Дуэт                       | Тереза Андерсон Гейл Джонсон | 118,391 | Джоджо Кериер Мадлен Ремси | 112,917 | Масако Фудзивара Ясуко Фудзивара                                                                        | 109,702 |
| Командное соревнование     | США · Тереза Андерсон, · Сьюзан Баррос, · Робин Каррен, · Джеки Дуглас, · Гейл Джонсон, · Дэнс Мур, · Аманда Норриш, · Сьюзан Рэнделл | 117,617 | Канада · Мишель Калкинс, · Фрэнсис Хэмбрук, · Дебби Хамфри, · Лоррейн Николл, · Гейл Пейдж, · Кэрол Стюарт, · Сьюзан Томас · Лора Уилкин | 112,918 | Япония · Масако Фудзивара · Ясуко Фудзивара · Дзюнко Хасуми · Ясуко Унэсаки · ---- · ---- · ---- · ---- | 107,311 |

### Прыжки в воду
| Дисциплины             | Золото                 | Золото | Серебро                       | Серебро | Бронза                | Бронза |
| ---------------------- | ---------------------- | ------ | ----------------------------- | ------- | --------------------- | ------ |
| Мужчины — трамплин 3 м | Фил Боггс(США)         | 618,57 | Клаус Дибиаси (Италия)        | 615,18  | Кейт Расселл (США)    | 579,48 |
| Женщины — трамплин 3 м | Криста Кёлер (ГДР)     | 442,17 | Ульрика Кнапе (Швеция)        | 434,19  | Марина Янике (ГДР)    | 426,33 |
| Мужчины — вышка 10 м   | Клаус Дибиаси (Италия) | 559,53 | Кейт Рассел (США)             | 523,74  | Фальк Хоффман (ГДР)   | 492,15 |
| Женщины — вышка 10 м   | Ульрика Кнапе (Швеция) | 406,77 | Милена Духкова (Чехословакия) | 387,18  | Ирина Калинина (СССР) | 381,42 |

### Водное поло
| Дисциплина | Золото | Серебро | Бронза |
| ---------- | --- | --- | --- |
| Мужчины    | Венгрия · Балаж Балла · Андраш Боднар · Иштван Гёргеньи · Золтан Кашаш · Ференц Конрад · Эндре Мольнар · Иштван Сивош · Тамаш Фараго · Габор Чапо · Тибор Червеняк · Ласло Шароши | СССР · Алексей Баркалов · Александр Древаль · Владимир Жмудский · Александр Кабанов · Николай Мельников · Нугзар Мшвениерадзе · Леонид Осипов · Виталий Рожков | Югославия · Синиша Беламарич · Озрен Боначич · Бошко Лозица · Предраг Манойлович · Милош Маркович · Джордже Перишич · Дамир Полич · Ратко Рудич · Джюро Савинович · Никола Стаменич · Франкович · тренер Влахо Орлич |